# Aliabad-e Czalus
Aliabad-e Czalus (perski: علي اباد چالوس) – wieś w Iranie, w ostanie Mazandaran. W 2006 roku liczyła 834 mieszkańców w 225 rodzinach.